# Meridià 100 a l'est
El meridià 100 a l'est de Greenwich és una línia de longitud que s'estén des del pol Nord travessant l'oceà Àrtic, Àsia, l'oceà Índic, l'oceà Antàrtic i l'Antàrtida fins al pol Sud.
El meridià 100 a l'est forma un cercle màxim amb el meridià 80 a l'oest. Com tots els altres meridians, la seva longitud correspon a una semicircumferència terrestre, uns 20.003,932 km. Al nivell de l'Equador, és a una distància del meridià de Greenwich de 11.132 km.

## De Pol a Pol
Començant en el pol Nord i dirigint-se cap al pol Sud, aquest meridià travessa:
| Coordenades                               | País, territori o mar        | Notes |
| ----------------------------------------- | ---------------------------- | --- |
| 90° 0′ N, 100° 0′ E / 90.000°N,100.000°E  | Oceà Àrtic                   | |
| 80° 39′ N, 100° 0′ E / 80.650°N,100.000°E | Mar de Làptev                | |
| 79° 51′ N, 100° 0′ E / 79.850°N,100.000°E | Rússia                       | Krai de Krasnoiarsk — Illa de la Revolució d'Octubre, Terra del Nord |
| 78° 55′ N, 100° 0′ E / 78.917°N,100.000°E | Mar de Kara                  | |
| 78° 16′ N, 100° 0′ E / 78.267°N,100.000°E | Rússia                       | Krai de Krasnoiarsk — Illa Bolxevic, Terra del Nord |
| 77° 57′ N, 100° 0′ E / 77.950°N,100.000°E | Mar de Kara                  | |
| 76° 27′ N, 100° 0′ E / 76.450°N,100.000°E | Rússia                       | Krai de Krasnoiarsk Óblast d'Irkutsk — des de 58° 4′ N, 100° 0′ E / 58.067°N,100.000°E Buriàtia — des de 53° 19′ N, 100° 0′ E / 53.317°N,100.000°E |
| 51° 45′ N, 100° 0′ E / 51.750°N,100.000°E | Mongòlia                     | |
| 42° 39′ N, 100° 0′ E / 42.650°N,100.000°E | República Popular de la Xina | Mongòlia Interior Gansu — des de 40° 55′ N, 100° 0′ E / 40.917°N,100.000°E Mongòlia Interior — des de 40° 17′ N, 100° 0′ E / 40.283°N,100.000°E Gansu — des de 39° 45′ N, 100° 0′ E / 39.750°N,100.000°E Qinghai — des de 38° 17′ N, 100° 0′ E / 38.283°N,100.000°E Sichuan — des de 32° 56′ N, 100° 0′ E / 32.933°N,100.000°E Yunnan — des de 28° 32′ N, 100° 0′ E / 28.533°N,100.000°E |
| 21° 42′ N, 100° 0′ E / 21.700°N,100.000°E | Myanmar (Birmània)           | |
| 20° 25′ N, 100° 0′ E / 20.417°N,100.000°E | Tailàndia                    | |
| 12° 50′ N, 100° 0′ E / 12.833°N,100.000°E | Golf de Tailàndia            | |
| 12° 13′ N, 100° 0′ E / 12.217°N,100.000°E | Tailàndia                    | |
| 12° 10′ N, 100° 0′ E / 12.167°N,100.000°E | Golf de Tailàndia            | |
| 9° 47′ N, 100° 0′ E / 9.783°N,100.000°E   | Tailàndia                    | Illes de Ko Pha Ngan i Ko Samui |
| 9° 25′ N, 100° 0′ E / 9.417°N,100.000°E   | Golf de Tailàndia            | |
| 8° 33′ N, 100° 0′ E / 8.550°N,100.000°E   | Tailàndia                    | |
| 6° 34′ N, 100° 0′ E / 6.567°N,100.000°E   | Estret de Malaca             | Passa a l'est de les illes de Langkawi, Malàisia (a 6° 18′ N, 99° 56′ E / 6.300°N,99.933°E) · Passa a l'oest de Penang, Malàisia (at 5° 26′ N, 100° 10′ E / 5.433°N,100.167°E) |
| 2° 43′ N, 100° 0′ E / 2.717°N,100.000°E   | Indonèsia                    | Illa de Sumatra |
| 0° 29′ S, 100° 0′ E / 0.483°S,100.000°E   | Oceà Índic                   | |
| 2° 31′ S, 100° 0′ E / 2.517°S,100.000°E   | Indonèsia                    | Illa de Pagai Utara |
| 2° 51′ N, 100° 0′ E / 2.850°N,100.000°E   | Oceà Índic                   | |
| 60° 0′ S, 100° 0′ E / 60.000°S,100.000°E  | Oceà Antàrtic                | |
| 65° 39′ S, 100° 0′ E / 65.650°S,100.000°E | Antàrtida                    | Territori Antàrtic Australià, reclamat per Austràlia |